# Cloiselia oleifolia
Cloiselia oleifolia là một loài thực vật có hoa trong họ Cúc. Loài này được (Humbert) S.Ortiz mô tả khoa học đầu tiên năm 2006.